# Don Walsh
Pour les articles homonymes, voir Walsh.
Don Walsh, né le 2 novembre 1931 à Berkeley (Californie) et mort le 12 novembre 2023, est un officier de la Marine américaine, océanographe et professeur d'université (université de Californie du Sud).

## Carrière
Il partage avec Jacques Piccard le record de la plongée la plus profonde (10 911 m) à Challenger Deep dans la fosse des Mariannes, à bord du bathyscaphe Trieste, le 23 janvier 1960. Le 26 mars 2012 (52 ans après), James Cameron plonge à 10 908 m de profondeur dans la fosse des Mariannes à bord du Deepsea Challenger.
Quelques dates :
- 1948 : membre d'un équipage de bombardier torpilleur
- 1954 : diplômé de l'Académie navale d'Annapolis (États-Unis)
- 1959-1962 : commandant du bathyscaphe Trieste. Il a été décoré par le président Dwight D. Eisenhower pour son record de profondeur du 23 janvier 1960
- 1968-1970 : commandant d'un sous-marin dans le Pacifique
- 1971 : expédition en Antarctique
- 1983 : consultant dans une entreprise qu'il crée (International Maritime Incorporated)
- 1997 : expédition en Arctique
- 1999 : expédition en Antarctique

Don Walsh est l'auteur de 6 livres et de plus de 200 articles.
Il est membre de l'Explorers Club, l'Adventurers Club et de la Royal Geographical Society.
Une chaîne de montagne en Antarctique porte son nom depuis 1973.